# Dish Network

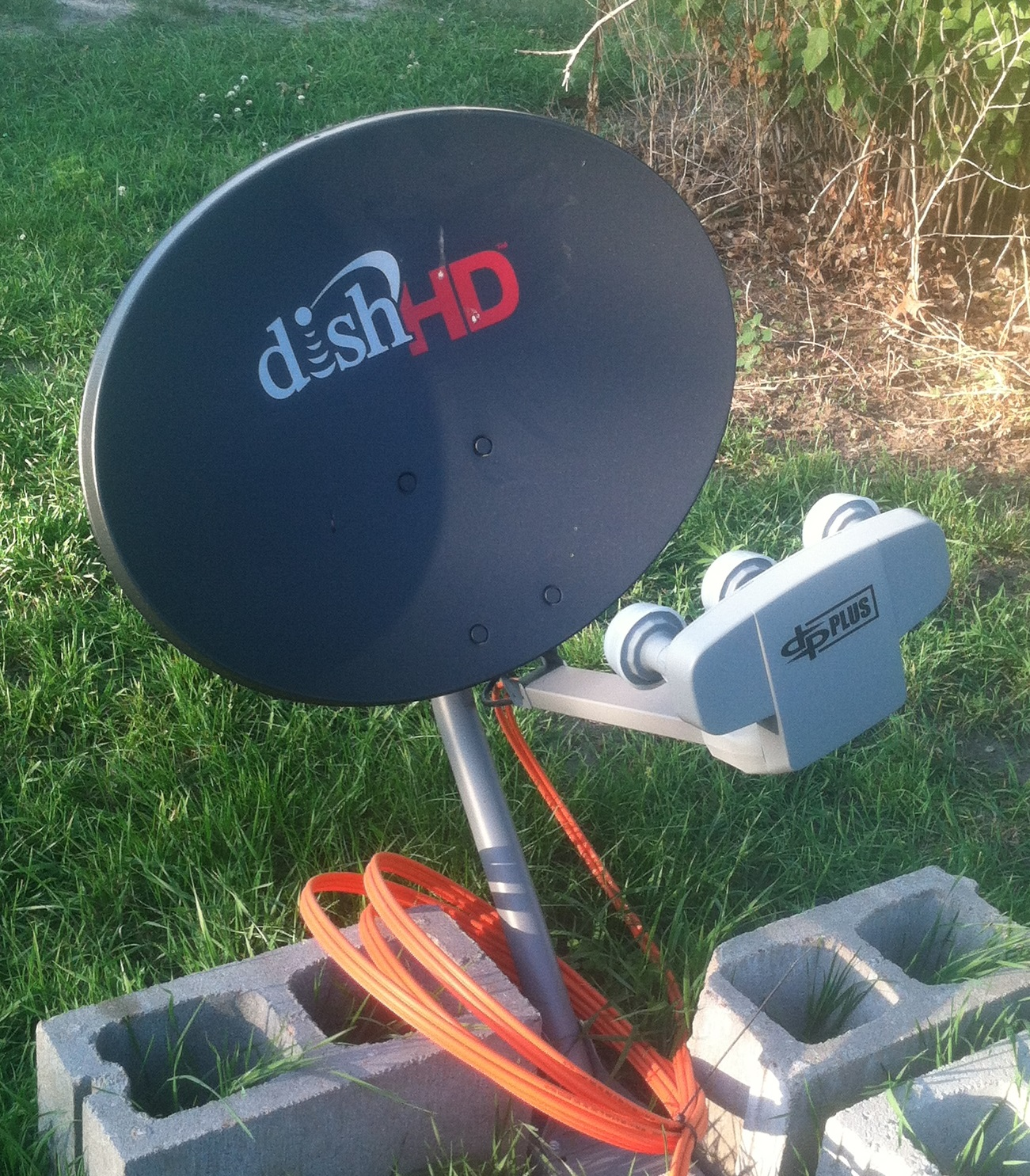
Parabolantenne von dish

Die Dish Network Corporation ist ein US-amerikanischer Fernsehsatellitenbetreiber zum Empfang von Satellitenfernsehen und für den Internetzugang über Satellit. Hierfür vermarktet das Unternehmen auch entsprechende Set-Top-Boxen und Festplattenrecorder der Marken „Hopper“ und „DISH anywhere“ sowie die tragbare Satellitenantenne Tailgater.

## Geschichte
DISH Network wurde 1996 von Charles Ergen, Jim DeFranco und Candy Ergen gegründet und hat seinen Sitz in Meridian, (Douglas County), Colorado, USA. 2011 beschäftigte das Unternehmen rund 34.000 Mitarbeiter und erzielte einen Umsatz von 14,27 Mrd. US-Dollar. Am 2. Januar 2008 wurde das Geschäft des Dish Networks von den restlichen Geschäftsbereichen des Unternehmens EchoStar abgetrennt, wobei zwei Unternehmen entstanden: die DISH Network Corporation (im Wesentlichen bestehend aus dem DISH-Network-Geschäft) und die Echostar Corporation (welche das Technologiegeschäft einschließlich der Satelliten, Sling Media und der Set-Top-Boxen-Entwicklung behält).
2023 wurde gegen Dish Network ein Bußgeld wegen des Hinterlassens von Weltraummüll verhängt. Das Unternehmen soll 150.000 US-Dollar an die Federal Communications Commission zahlen, da es einen Satelliten nicht wie 2012 vereinbart in einen Friedhofsorbit verbracht hatte. Es war das erste Mal, dass ein solches Bußgeld verhängt wurde.